# Cinematograful „Gaudeamus”
Gaudeamus a fost un cinematograf din orașul Chișinău, amplasat pe strada Vasile Alecsandri, 4.

## Istoric
Cinematograful a fost construit în anul 1957 și purta la început numele „40 de ani ai Uniunii Tineretului Comunist” (în rusă: 40 лет Коммунистическому Союзу Молодежи). După destrămarea URSS, în anii 1990, acesta și-a schimbat numele în „Gaudeamus” (în latină: „masă veselă / bucurie”). Avea o suprafață de circa 1000 de metri pătrați și un teren aferent de 0,24 ha. Putea găzdui 350 de persoane și era, singura sală de proiecție încăpătoare și bine dotată din oraș. În cadrul acestuia puteau fi vizionate producții de cinema mai puțin comerciale și se desfășurau festivaluri de film.

### Demolare

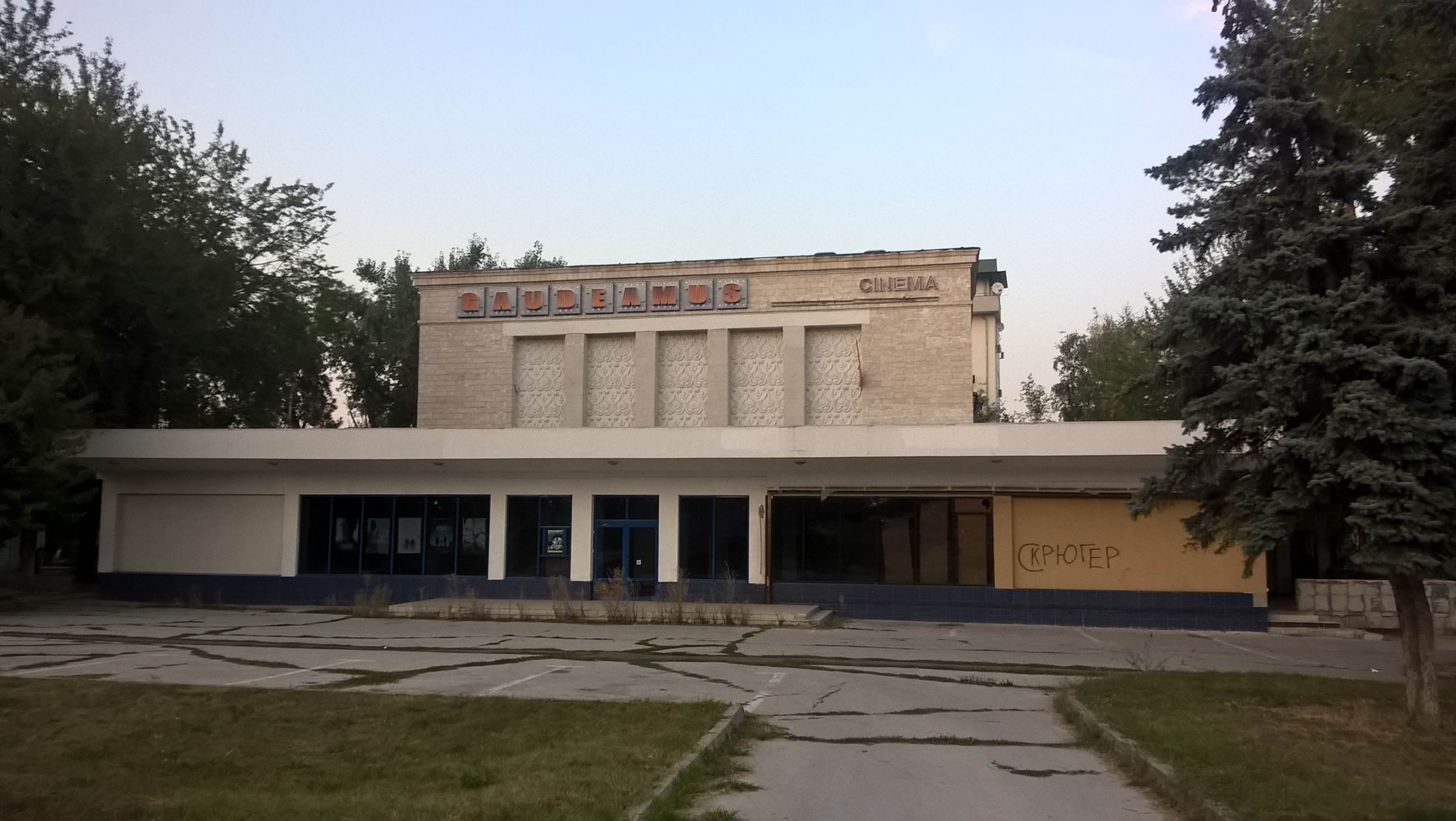
Fațada cinematografului în 2017

În 2004, clădirea, aflată în gestiunea Ministerului Culturii, a devenit proprietatea unui agent economic. Peste șase ani, conducerea întreprinderii a privatizat și teritoriul aferent cinematografului și a anunțat că va construi pe locul acestuia un bloc locativ cu 15 etaje. În 2016, proprietarul a inițiat demolarea cinematografului. Timp de mai multe luni, activiștii civici au protestat și au scris petiții împotriva privatizării și demolării acestuia. Drept urmare, lucrările de demolare au fost stopate până în vara anului 2018, când, în urma obținerii autorizației Primăriei Chișinău, lucrările de dărâmare sunt din nou începute pe 8 iunie 2018, atunci când mai multe buldozere distrug pereții cinematografului, iar acoperișul este demontat. Cu toate acestea, câteva zile mai târziu, Primăria a anunțat despre sistarea demolării, iar agentul economic a acționat Primăria în judecată. În ianuarie 2019, Judecătoria sectorului Centru a anulat dispoziția care prevedea stoparea demolării și a declarat-o legală. Autoritățile municipiului Chișinău au contestat această decizie la Curtea de Apel, dar, în septembrie 2019, magistrații au lăsat în vigoare decizia instanței primare. Primăria s-a adresat către Curtea Supremă de Justiție. La 30 iulie 2020, CSJ a menținut decizia, calificând drept legală demolarea cinematografului, în baza autorizației din 2018.
Odată cu finalizarea proceselor judiciare și emiterii deciziei CSJ, edificiul a fost grav avariat în vara anului 2020, în urma unor lucrări de demolare începute pe timp de noapte. Atunci, primarul nou ales, Ion Ceban, a solicitat să fie convocată de urgență ședința CMC pentru a vedea posibilitatea legală de a întoarce terenul cinematografului municipalității și anularea PUZ-ului (Proiect Urbanistic Zonal). La aceeași ședință a Consiliului Municipal Chișinău, a fost anulată decizia prin care a fost adoptat PUZ-ul, iar zonei i-a fost schimbat codul „C3” - zonă comercială, cu codul „R7” - zonă rezidențială cu densitate medie. Tot atunci, primarul a propus ca în acel loc să fie construit un teatru sau un centru de cultură municipal.
Cu toate acestea, în februarie 2025, Primăria municipiului Chișinău, condusă de același primar, Ion Ceban, a emis autorizația de construcție privind „construirea unui complex multifuncțional din contul demolării construcției existente”. În aceeași perioadă pe terenul fostului cinematograf a început montarea gardului de protecție a șantierului de construcție, unde ar urma să fie ridicat un complex locativ cu 15 niveluri. Demolării s-a opus inclusiv Ministerul Culturii, care a remarcat că cinematograful se află în trei zone de protecție:
- Nucleul istoric al Chișinăului
- stela cu basorelief „Pan Halippa” – monument de for public
- compoziția sculpturală „Luptătorilor pentru Puterea Sovietică” – monument de for public

La 3 martie 2025 imobilul a fost demolat complet.